# Robert Powell
Robert Powell (Salford, 1 de junho de 1944) é um ator inglês que ficou famoso por protagonizar o filme Jesus de Nazaré de Franco Zeffirelli.

## Filmografia
- Robbery (1967)
- Walk a Crooked Path (1969)
- The Italian Job (1969)
- Secrets (1971)
- Running Scared (1972)
- Asylum (1972)
- The Asphyx (1973)
- Mahler (1974)
- Tommy (1975)
- Jesus de Nazaré (1977)
- The Four Feathers (1977)
- The Thirty Nine Steps (1978)
- Harlequin (1980)
- Jane Austen in Manhattan (1980)
- The Survivor (1981)
- Imperativ (1982)
- The Jigsaw Man (1983)
- What Waits Below (1984)
- D'Annunzio (1985)
- Shaka Zulu (1986)
- Chunuk Bair (1992)
- Pride of Africa (1997)
- B-Mail (short animation) (2006) - dublagem da personagem The Pink Professor